# Карън Армстронг
Карън Армстронг (на английски: Karen Armstrong) е английска богословка, публицистка и писателка, авторка на произведения по сравнителна религия. Дълги години е консервативен католик, но после става либерален мистик.

## Биография
Карън Авдерсън Армстронг е родена на 14 ноември 1944 г. в Уайлдмур, Устършър, Англия. Има ирландско католическо потекло. След раждането ѝ семейството се премества в Бромсгроув и по-късно в Бирмингам. През 1962 г., на 18-годишна възраст, става член на международната католическа монашеска организация „Общество на сестрите на светия младенец Исус“, където остава до 1969 г. В мемоарите си пише, че в манастира е претърпяла физическа и психическа злоупотреба с цел потискане на личността.
След като става монахиня, се записва в колежа „Сейнт Ан“ на Оксфордския университет, в който завършва английска филология с магистърска степен с отличие. След това работи по докторска дисертация за работата на поета Алфред Тенисън, но не е хабилитирана. Страда от влошено здраве, а по-късно е диагностицирана с вид епилепсия. Докато учи, е настанена в семейство, където се грижи за техния син с увреждания.
След дипломирането си преподава съвременна литература в Лондонския университет, а през 1976 г. започва работа като учител по английски език в девическото училище „Джеймс Алън“ в Дълвич, докато работи върху мемоари от преживяванията си в манастира. Мемоарът ѝ „Through the Narrow Gate“ (През тясната порта) е издаден през 1982 г. След успеха на книгата се посвещава на писателската си кариера.
През 1983 г. е издадена книгата ѝ „The First Christian: Saint Paul's Impact on Christianity“ (Първият християнин: Въздействието на свети Павел върху християнството), по който Channel 4 прави документален филм за живота на Свети Павел.
В книгата си „Историята на Бог“ от 1993 г. проследява еволюцията на трите основни монотеистични традиционни религии от тяхното начало в Близкия Изток до наши дни и също така прави изследване на индуизма и будизма. През 2001 г. по книгата е направен документален филм.
Произведенията ѝ се фокусират върху общите характеристики на основните религии, като значението на състраданието и Златното правило. Те са преведена на 45 езика по света.
През 2008 г. печели награда от $100 000 от конференцията TED – там тя използва повода да призове за създаването на Харта за състрадание изготвена от широката общественост и водещи мислители в юдаизма, християнството, исляма, индуизма, будизма и конфуцианството, която става реалност година по-късно.
През 2008 г. тя е отличена с медала „Четири свободи“ на Франклин Рузвелт. През 2013 г. получава встъпителната награда на Британската академия „Nayef Al-Rodhan“ за транскултурно разбирателство. Удостоена е и с много други награди, вкл. „доктор хонорис кауза“ на няколко университета: Университета „Астън“ в Бирмингам (2006), Университета „Куинс“ в Кингстън (2010), Университета на Сейнт Андрюс (2011), Университет „Макгил“ (2014). Член е на Кралското литературно общество. Почетен член е на Асоциацията на мюсюлманските социални учени. През 2015 г. е удостоена с отличието Офицер на Ордена на Британската империя.
Преподава в колежа за еврейско образование „Leo Baeck“ по изучаване на юдаизма и за обучението на равини и учители.
Живее в Лондон.

## Произведения
- Through the Narrow Gate (1982) – мемоари
- The First Christian: Saint Paul's Impact on Christianity (1983)
- Beginning the World (1983)
- Tongues of Fire: An Anthology of Religious and Poetic Experience (1985)
- The Gospel According to Woman: Christianity's Creation of the Sex War in the West (1986)
- Holy War: The Crusades and their Impact on Today's World (1988)
- Muhammad: A Biography of the Prophet (1991)
- The English Mystics of the Fourteenth Century (1991)
- The End of Silence: Women and the Priesthood (1993)
- A History of God (1993)
Историята на Бог, изд.: ИК „Изток-Запад“, София (2013), прев. Юлиян Антонов
- Visions of God : Four Medieval Mystics and Their Writings (1994)
- In the Beginning: A New Interpretation of Genesis (1996)
- Islam: A Short History (2000)
- The Battle for God: Fundamentalism in Judaism, Christianity and Islam (2000)
- Buddha (2001)
- Faith After 11 September (2002)
- The Spiral Staircase: My Climb Out Of Darkness (2004) – мемоари
- A Short History of Myth (2005)
Кратка история на мита, изд.: „Инк“, София (2006), прев. Владимир Молев
- Muhammad: A Prophet For Our Time (2006)
- The Great Transformation: The Beginning of Our Religious Traditions (2006)
- The Bible: A Biography (2007)
- The Case for God (2009)
- Twelve Steps to a Compassionate Lif (2010)
- A Letter to Pakistan (2011)
- Fields of Blood: Religion and the History of Violence (2014)
- St. Paul: The Apostle We Love to Hate (2015)
- The Lost Art of Scripture (2019)

### Екранизации
- 2001 A History of God – телевизионен документален филм